# Kesenai Tsumi
«Kesenai Tsumi» (消せない罪 Pecado Imborrable?) es el primer sencillo de la cantante japonesa Nana Kitade, lanzado al mercado el día 29 de octubre del año 2003 en su versión original, y el 3 de diciembre del mismo año en una versión alternativa; todo esto bajo el sello SME Records.

## Detalles
Este es el primer sencillo de Nana, y también su trabajo más exitoso hasta el momento. Fue el primer tema ending del anime Full Metal Alchemist, lo que le dio la popularidad suficiente como para poder debutar dentro de los quince sencillos mejor vendidos de Japón según las listas de Oricon.
El 3 de diciembre del 2003 también fue lanzado una versión alternativa del sencillo titulado "Kesenai Tsumi ~raw "breath" track~", con versiones más acústicas tanto del tema principal como el lado B del sencillo.

## Canciones

### Versión original
1. «Kesenai Tsumi» (消せない罪?)
2. «Shunkan» (瞬間?)
3. «Iryūhin» (遺留品?)
4. «Kesenai Tsumi» (消せない罪?) (Instrumental)

### Versión alternativa
1. «Kesenai Tsumi» (消せない罪?) ～raw "breath" track～
2. «Shunkan» (瞬間?) ～raw "pain" track～
3. «Kesenai Tsumi» (消せない罪?) ～raw "breath" track～ (Instrumental)

- Datos: Q1930953